# Diacetyl
Diacetyl (butandion eller dimetyldiketon) är en vicinal keton med formeln (CH3CO)2.

## Förekomst
Diacetyl bildas vid jäsning och förekommer naturligt i smör, grädde, kola, öl, vin (i synnerhet Chardonnay) och vissa spritdrycker (cognac och whisky).

## Användning
Diacetyl har en mycket tydlig smak av smörkola och är det ämne som tillsammans med acetoin ger smör dess smak. Syntetisk diacetyl används därför för att smaksätta vegetabiliska oljor och margarin.